# Hemicentetes nigriceps
Hemicentetes nigriceps (лат.) (досл.: «Полосатые тенреки») — вид млекопитающих из семейства тенрековых, эндемик Мадагаскара.

## Описание
У полосатых тенреков тело покрыто чёрными и жёлтыми волосками, а также четырьмя основными продольными жёлтыми полосами. Одна из этих жёлтых полос проходит по срединной линии рострума, а остальные три — по телу. Из полос, расположенных на теле, две проходят по середине боков, а третья — по середине спины. У H. nigriceps есть чёрно-белые перья и похожий полосатый узор, но на морде нет полос. Возможно, чёрно-белый узор имитирует детёнышей Tenrec ecaudatus, поскольку известно, что родители этого вида агрессивно защищают своих детёнышей. Полосатый окрас обоих видов, возможно, развился как своего рода камуфляж во время поиска пищи. У обоих видов есть зазубренные отстегивающиеся перья, которые используются в качестве защитного механизма; эти перья покрывают густой подшёрсток. Также имеется орган для издавания звуков, состоящий из нескольких таких перьев, и когда перья трутся друг о друга, они издают высокий звук, который, как предполагается, служит средством коммуникации между особями. У обоих видов отсутствует хвост, а длина тела в среднем составляет 140 мм. Масса тела H. nigriceps составляет от 80 до 150 г, что делает их немного меньше, чем масса тела равнинных полосатых тенреков, которая варьируется от 125 до 280 г. Для размножения, мочеиспускания и дефекации у них есть клоака, и у обоих видов есть заламбодонтные коренные зубы. Позвоночник включает необычно большое количество поясничных позвонков (от 20 до 21).

## Экология

### Продолжительность жизни
Hemicentetes semispinosus живут в неволе до 30 месяцев, в то время как H. nigriceps — до 3 лет. Продолжительность жизни обоих видов в дикой природе неизвестна.

### Среда обитания
H. semispinosus обитают в тропических лесах, в то время как H. nigriceps встречаются как в тропических лесах, так и в саваннах. Считалось, что их ареалы не пересекаются, но в 2000 году они были обнаружены сосуществующими в самых разных местах обитания в лесу Махацинжо, что заставило исследователей предположить, что это отдельные виды, а не подвиды.

### Размножение
Самки также поднимают свои перья по направлению к самцу, если они не готовы к спариванию, и вонзают шипы в гениталии самца. Известно, что самцы дерутся друг с другом в присутствии самок. Во время ухаживания самец приближается к самке, шипя и подняв морду вверх. Если самка принимает ухаживания, самец обнюхивает её шею, а затем клоаку, в то время как самка хватает его за морду челюстями.
Спаривание происходит в сезон дождей на Мадагаскаре, с ноября по май, у обоих видов полосатых тенриков, а овуляция происходит только после спаривания. Если нет зимних условий, размножение потенциально может происходить круглый год. Однако самки способны к оплодотворению только в течение года после рождения. Средняя продолжительность беременности составляет от 55 до 58 дней. Средний размер помёта составляет 6,3 детёныша у H. semispinosus и 1,3 детёныша у H. nigriceps. В неволе размер помёта увеличивается у обоих видов. У H. semispinosus в неволе бывает до 11 детёнышей, а у высокогорных полосатых тенреков — максимум 4. Молодые полосатые тенреки весят около 11 г и имеют длину от 55 до 67 мм. К 25-му дню оба вида отлучены от матери; половая зрелость наступает к 40-му дню (у других близкородственных животных, таких как Setifer setosus и Echinops telfairi половая зрелость наступает через 6 месяцев). Самки H. semispinosus могут быть готовы к размножению уже на 25-й день; возможно, это единственные тенреки, которые могут размножаться в то же время года, когда они родились. Во время размножения у них повышается скорость метаболизма в состоянии покоя.
Большая часть информации о родительской заботе у полосатых тенреков основана на наблюдениях за животными в неволе. Готовясь к родам, беременная самка использует свою морду как лопату, чтобы разровнять углубление в земле внутри норы. Когда детёныши рождаются, самка помогает им избавиться от тканей в области морды, чтобы они могли дышать. Самец помогает защищать детёнышей, позволяя им прижиматься к нему. Самка заботится об уборке и замене подстилки в гнезде. Если детёныши уходят слишком далеко от гнезда, самка приносит их обратно. Матери поддерживают связь со своими детёнышами во время поиска пищи, используя как обоняние, так и орган стрекотания после того, как у детёнышей начинает работать орган стрекотания. Детёныши рождаются без иголок, но начинают их развивать в течение первых 24 часов жизни.

### Поведение
Оба вида полосатых тенриков впадают в оцепенение, причём вероятность впадения в оцепенение в неволе выше, чем в дикой природе. H. semispinosus с большей вероятностью выходят из оцепенения в зимнее время, чтобы добыть пищу, чем H. nigriceps. Прерывание спячки может на самом деле повысить продуктивность тенреков, обитающих в низинах. Тенреки, обитающие в горах, активны в основном ночью, в то время как тенреки, обитающие в низинах, активны в течение всего дня. Норы полосатых тенреков, обитающих в низинах, встречаются в первичных или вторичных лесах и могут быть заняты как одним животным, так и целых 23 особями в период размножения. Полосатые тенреки, обитающие в горах, роют более мелкие норы, чем полосатые тенреки, обитающие в низинах, на лесных опушках и вблизи возделываемых полей. Листовая пробка закрывает вход в норы обоих видов. Норы, вероятно, используются для терморегуляции и защиты от хищников.

## Охранный статус
В 2014 году Hemicentetes nigriceps был в последний раз внесён в Красный список исчезающих видов МСОП. Однако вскоре он был обратно занесён в список видов, вызывающих наименьшие опасения.